# 卡爾基拉

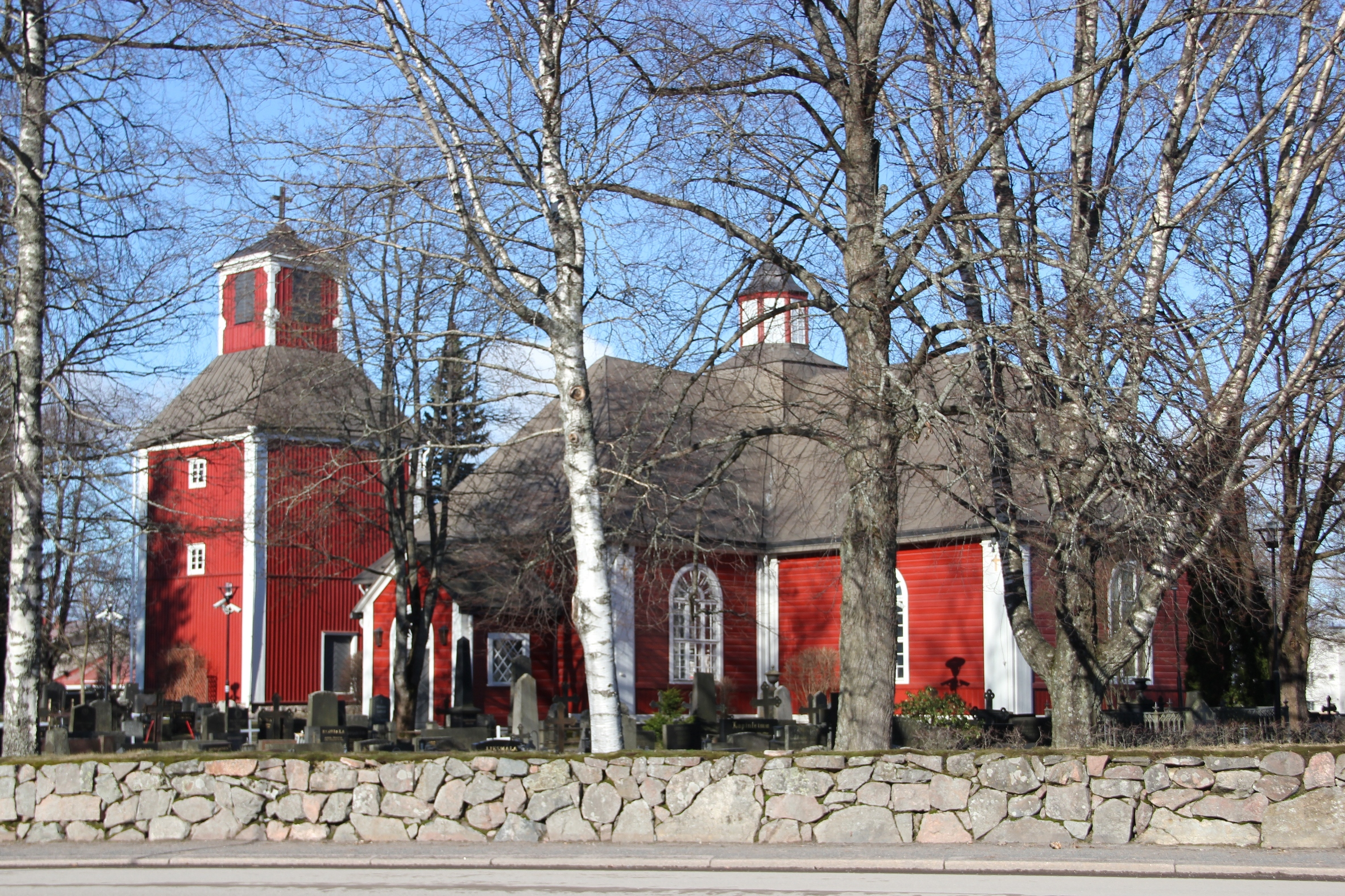
卡尔基拉教堂

卡爾基拉（芬蘭語：Karkkila）是芬蘭新地區的市鎮，位於該國南部，距離首都赫爾辛基60公里，面積255.31平方公里，主要經濟活動是工業，2012年人口9,190。

## 外部連結
- 官方网站 （文）